# Asha Kissoon
Asha Kissoon est une personnalité politique du Guyana. Elle est à la tête d’un parti politique nommé Le nouveau mouvement. Elle médecin généraliste et exerce au Sophia Health Center de Georgetown,. Elle a un fils qu’elle élève seule.
Elle entre au parlement du Guyana à la suite de la démission de Lenox Shuman.